# Varta1, Львів, Україна
«Varta1, Львів, Україна» — український документальний фільм, знятий Юрієм Грициною. Стрічка була показана 28 листопада 2015 року в Одесі в рамках Днів незалежного українського авторського кіно «Ми є». Фільм розповідає про події під час Євромайдану, коли у Львові після Ночі Гніву (19 лютого 2014) активісти перебрали на себе функцію правоохоронців і за допомогою Zello-каналу Varta1 координували свої дії.
Займає 23-тю позицію у списку 100 найкращих фільмів в історії українського кіно.

## Визнання
| Нагороди та номінації фільму «Varta1, Львів, Україна» | Нагороди та номінації фільму «Varta1, Львів, Україна» | Нагороди та номінації фільму «Varta1, Львів, Україна»                                           | Нагороди та номінації фільму «Varta1, Львів, Україна» | Нагороди та номінації фільму «Varta1, Львів, Україна» | Нагороди та номінації фільму «Varta1, Львів, Україна» |
| Рік                                                   | Кінопремія / Кінофестиваль                            | Категорія / Нагорода                                                                            | Номінант                                              | Результат                                             |                                                       |
| ----------------------------------------------------- | ----------------------------------------------------- | ----------------------------------------------------------------------------------------------- | ----------------------------------------------------- | ----------------------------------------------------- | ----------------------------------------------------- |
| 2016                                                  | Docudays UA                                           | Головний приз Docu/Життя                                                                        | «Varta1, Львів, Україна»                              | Номінація                                             |                                                       |
| 2016                                                  | Docudays UA                                           | Особлива відзнака Docu/Життя                                                                    | «Varta1, Львів, Україна»                              | Перемога                                              |                                                       |
| 2016                                                  | Одеський міжнародний кінофестиваль                    | Найкращий український повнометражний фільм                                                      | «Varta1, Львів, Україна»                              | Номінація                                             |                                                       |
| 2016                                                  | Одеський міжнародний кінофестиваль                    | Диплом Міжнародної федерації кінопреси (ФІПРЕССІ) за найкращий український повнометражний фільм | «Varta1, Львів, Україна»                              | Перемога                                              |                                                       |